# TeXShop
TeXShopは、macOS用のTeX統合環境であり、MacTeXには標準で含まれている。

## 使い方
タイプセットはcommand+Tで行う。auxやtocなどの補助ファイル類を削除してクリーンな状態にしてからタイプセットする場合はcommand+option+Tで行う。また、メニューの「タイプセット」から「pdfTeX」「TeX＋DVI」を切り替えられる。
ファイルの先頭に
```
% !TEX program = LuaLaTeX

```

を記述するとLuaTeXでタイプセットできる。